# Nerio Bernardi
Nerio Bernardi (23 de julho de 1899 — 12 de janeiro de 1971) foi um ator de cinema italiano. Natural de Bolonha, já apareceu em 192 filmes entre 1918 e 1970.